# Can't Get Enough (album Eagle-Eye Cherry)
Can't Get Enough è il quarto album in studio di Eagle-Eye Cherry, pubblicato nel 2012.

## Tracce
1. Go Simmer Down
2. Your Hero
3. Walk Away
4. Can't Get Enough
5. Alone
6. The Itch
7. Feel This Way
8. One in a Million
9. Picture Me
10. Living the Life
11. Free
12. Something
13. You Kill Me (Everyday)